# Bibi Osterwald
Margaret Virginia „Bibi“ Osterwald (* 3. Februar 1918 in New Brunswick, New Jersey; † 2. Januar 2002 in Burbank, Kalifornien) war eine US-amerikanische Theater- und Filmschauspielerin sowie eine Sängerin.

## Leben und Wirken
Die Tochter eines Hotelbesitzers hatte sich bereits zu ihren Studienzeiten an der katholischen Universität in Washington D.C. Anfang der 1940er Jahre als Bühneninterpretin versucht und trat anschließend, im Spätsommer und Frühherbst 1943, mit einem Stück im ebenfalls in der amerikanischen Hauptstadt gelegenen Willard Hotel auf. Ihr Debüt in New York gab sie im Juni 1944, wo sie am Central Opera House eine der Hauptrollen in Broken Hearts of Broadway erhielt. Zum Ende desselben Jahres erreichte Bibi Osterwald den Broadway und machte sich seit ihrem dortigen Einstand am zweiten Weihnachtstag in Sing Out, Sweet Land einen Namen als Musical-Darstellerin. Es folgten bis zum Frühjahr 1962 Verpflichtungen in den Aufführungen Three to Make Ready, Sally, Magnolia Alley, Gentlemen Prefer Blondes, The Golden Apple, The Vamp, Look Homeward Angel (Schau heimwärts, Engel, Osterwalds einzige Mitwirkung in einem Sprechtheaterdrama) und A Family Affair. Bei dem Musical-Klassiker Hello Dolly trat Osterwald zwischen dem 6. und dem 11. November 1967 als Zweitbesetzung der Titelheldin Dolly Gallagher Levi auf. Anfang/Mitte der 1980er Jahre ging Bibi Osterwald mit dem Musical 42nd Street auf Gastspielreisen.
Seit ihrem Debüt 1948 stand Bibi Osterwald auch sehr häufig vor Fernsehkameras. Meist trat sie gastweise in TV-Serien, darunter Publikumshits wie Drei Engel für Charlie, Falcon Crest, Quincy, Die Straßen von San Francisco und Love Boat auf. Dauerrollen erhielt sie Ende der 1960er, Anfang der 1970er Jahre in den Serien Where the Heart Is und Bridget und Bernie. Mitwirkungen in Kinofilmen fielen deutlich seltener aus. Auf der großen Leinwand war sie mit mehr oder weniger kleinen Nebenrollen in einigen wenigen Hollywood-A-Produktionen wie Sein Name war Parrish (an der Seite von Claudette Colbert), Henrys Liebesleben (als Partnerin von Peter Sellers), Simson ist nicht zu schlagen (neben Sean Connery) und Klauen wir gleich die ganze Bank (gemeinsam mit George C. Scott) zu sehen. Ihr letzter Kinoauftritt – sie spielte eine namenlose Nachbarin – führte Bibi Osterwald 1997 an die Seite der Oscar-Preisträger Jack Nicholson und Helen Hunt in dem Kinospaß Besser geht’s nicht.

## Filmografie (kleine Auswahl)
- 1948: Captain Billy’s Mississippi Music Hall
- 1953: The Mercer Girls
- 1954–1955: The Imogene Coca Show (Fernsehserie)
- 1958: The Gift of the Magi
- 1960: The Valley of Decision
- 1961: Sein Name war Parrish (Parrish)
- 1961: Jane Eyre
- 1963: Henrys Liebesleben (The World of Henry Orient)
- 1965: Simson ist nicht zu schlagen (A Fine Madness)
- 1967: Der Tiger schlägt zurück (The Tiger Makes Out)
- 1969–1972: Where the Heart Is (Fernsehserie)
- 1973: Bridget und Bernie (Bridget Loves Bernie, Fernsehserie)
- 1974: Klauen wir gleich die ganze Bank (Bank Shot)
- 1977: The Last of the Cowboys
- 1978: The Great Bank Hoax
- 1979: Barnaby Jones (Fernsehserie, 1 Folge)
- 1983: Happy Endings
- 1987: Caddyshack II
- 1988: Moving – Rückwärts ins Chaos (Moving)
- 1993: Star
- 1993: Angie
- 1996: Der Sieg der Zeitungsjungs (The Paper Brigade)
- 1996: Glimmer Man
- 1997: Besser geht’s nicht (As Good as it Gets)